# Francesco Corner (doge)
Francesco Corner o Cornaro (Venezia, 6 marzo 1585 – Venezia, 5 giugno 1656) è stato il 101º doge della Repubblica di Venezia.
Figlio di Giovanni I Corner, sposò Adriana Priuli, figlia del doge Antonio Priuli, dalla quale ebbe sei maschi e due femmine.

## Biografia
Di famiglia ricca (era proprietario di Palazzo Cornaro, da lui venduto alla famiglia Pamphilj) e vicina alle posizioni clericali e filo-romane, si distinse per una prestigiosa carriera politica macchiata solo da un'espulsione, durante un'ambasciata, da parte del duca di Savoia che lo riteneva coinvolto in congiure ai suoi danni.
Si dice che, quando il 17 maggio 1656 gli venne comunicato di essere stato eletto doge, egli avesse risposto che avrebbe preferito dedicarsi di più ai suoi affari visto che era ormai troppo vecchio e indebolito. In ogni caso il suo dogado divenne famoso per esser il più breve della storia della Repubblica veneziana: eletto il 17 maggio 1656, morì il 5 giugno dello stesso anno. Venne sepolto nella chiesa dei Tolentini.